# Buddy Guy
George "Buddy" Guy (30 de julio de 1936) es un guitarrista y cantante de blues estadounidense. Es conocido por ser un innovador de la guitarra, dentro del Blues de Chicago y es una de las mayores influencias para muchos guitarristas, como Jimi Hendrix, Eric Clapton, Pete Townshend y Stevie Ray Vaughan, por nombrar a algunos. Ganó ocho veces un Premio Grammy.

## Biografía
Guy aprendió guitarra utilizando un diddley bow que el mismo construyó. A medida que iba aprendiendo a tocar, un familiar le regaló una guitarra acústica, que ahora forma parte de la exposición de la Rock and Roll Hall of Fame.
A principios de la década de 1950, empezó tocando en bandas de la zona de Baton Rouge, Luisiana. En 1957 se mudó a Chicago a probar suerte. Muddy Waters lo vio tocar y lo tuvo como colaborador part-time. En 1958, en una competencia de jóvenes promesas organizada por los guitarristas del West-Side, Magic Sam y Otis Rush, Guy fue ganador del certamen, haciéndose acreedor a un contrato de grabación.

Buddy tiene la increíble capacidad de ir de un espectro a otro. Puede tocar con el silencio más silencioso que jamás hayas oído ¡y también puede tocar de la forma más ruidosa que jamás hayas oído! Yo acostumbro tocar fuerte, la mayoría de las veces, pero los tonos de Buddy son sencillamente increíbles... ¡el puede ponerle tanta emoción usando tan poco volumen!
Stevie Ray Vaughan

Aparece como invitado especial en el concierto de los Rolling Stones filmado por Martin Scorsese Shine a Light (2008). Al final de su participación Keith Richards le rinde honores regalándole su guitarra.
En 2004, fue incluido en el número 30 de la lista de los 100 guitarristas más grandes de todos los tiempos, publicada por la revista Rolling Stone.

## Discografía
| Álbum                                                       | Año  | Sello                        | Notas                                |
| ----------------------------------------------------------- | ---- | ---------------------------- | ------------------------------------ |
| Hoodoo Man Blues                                            | 1965 | Delmark                      | c/ Junior Wells band                 |
| Chicago/The Blues/Today! vol. 1                             | 1966 | Vanguard                     | c/ Junior Wells band                 |
| It’s my Life, Baby!                                         | 1966 | Vanguard                     | c/ Junior Wells band                 |
| I Left My Blues in San Francisco                            | 1967 | Chess                        |                                      |
| A Man and the Blues                                         | 1968 | Vanguard                     |                                      |
| Coming At You                                               | 1968 | Vanguard                     |                                      |
| Blues Today                                                 | 1968 | Vanguard                     |                                      |
| This Is Buddy Guy (live)                                    | 1968 | Vanguard                     |                                      |
| Hot And Cool                                                | 1969 | Vanguard                     |                                      |
| First Time I Met the Blues - Python                         | 1969 |                              |                                      |
| Buddy and the Juniors                                       | 1970 | MCA                          | c/ Junior Mance y Junior Wells       |
| South Side Blues Jam                                        | 1970 | Delmark                      | c/ Junior Wells y Otis Spann         |
| In The Beginning                                            | 1971 | Red Lightnin’                | recop. 1958-64                       |
| Play The Blues                                              | 1972 | Rhino                        | c/ Junior Wells                      |
| Hold That Plane!                                            | 1972 | Vanguard                     |                                      |
| I Was Walking Through the Woods                             | 1974 | Chess                        | recop. 1960–64                       |
| Got to Use Your Head                                        | 1979 | Blues Ball                   | recop. 1960-66                       |
| The Dollar Done Fell                                        | 1980 | JSP Records                  |                                      |
| Stone Crazy                                                 | 1981 | Alligator                    |                                      |
| Drinkin' TNT 'n' Smokin' Dynamite (live)                    | 1982 | Blind Pig                    | c/ Junior Wells; orig. 1974 Montreux |
| DJ Play My Blues                                            | 1982 | JSP Records                  |                                      |
| Buddy Guy                                                   | 1983 | Chess                        | recop. 1960-67                       |
| The Original Blues Brothers (live)                          | 1983 | Blue Moon                    | c/ Junior Wells; orig. 1964          |
| Ten Blue Fingers                                            | 1985 | JSP Records                  |                                      |
| Atlantic Blues: Chicago                                     | 1986 | Atlantic                     |                                      |
| Chess Masters                                               | 1987 | Charly                       |                                      |
| Live at the Checkerboard Lounge                             | 1988 | JSP Records                  | orig. 1979                           |
| Breakin Out                                                 | 1988 | JSP Records                  |                                      |
| I Ain’t Got No Money                                        | 1989 | Flyright                     |                                      |
| Alone & Acoustic                                            | 1991 | Alligator                    | c/ Junior Wells; orig. 1981          |
| Damn Right, I've Got the Blues                              | 1991 | Silvertone/BMG               |                                      |
| My Time After Awhile                                        | 1992 | Vanguard                     | recop. 1967-72                       |
| The Very Best of Buddy Guy                                  | 1992 | Rhino/WEA                    | recop. 1957-82                       |
| The Complete Chess Studio Recordings                        | 1992 | Chess                        | recop. 1960–67                       |
| Live at Montreaux                                           | 1992 | Evidence                     | c/ Junior Wells                      |
| Live at the Mystery Club                                    | 1993 | Quicksilver                  | c/ Junior Wells                      |
| Feels Like Rain                                             | 1993 | Silvertone                   |                                      |
| Slippin' In                                                 | 1994 | Silvertone                   |                                      |
| Live: The Real Deal                                         | 1996 | Silvertone                   |                                      |
| Buddy’s Blues 1978-1982: The Best of the JSP Recordings     | 1998 | JSP Records                  | recop. 1978-82                       |
| As Good As It Gets                                          | 1998 | Vanguard                     | recop. 1965-72                       |
| Heavy Love                                                  | 1998 | Silvertone                   |                                      |
| Last Time Around - Live at Legends                          | 1998 | Jive                         | c/ Junior Wells; orig. 1993          |
| This Is Buddy Guy                                           | 1998 | Vanguard                     | orig. 1967                           |
| Blues Master                                                | 1998 | Vanguard                     | recop. 1967-72                       |
| Buddy’s Baddest: The Best of Buddy Guy                      | 1999 | Silvertone                   | recop. 1990-98                       |
| The Complete Vanguard Recordings                            | 2000 | Vanguard                     | recop. 1965-72                       |
| Every Day I Have the Blues                                  | 2000 | Purple Pyramid               | c/ Junior Wells, recop. 197?         |
| 20th Century Masters: The Millennium: The Best of Buddy Guy | 2001 | MCA                          | recop. 196?                          |
| Sweet Tea                                                   | 2001 | Silvertone                   |                                      |
| Double Dynamite                                             | 2001 | AIM Recording Co.            | c/ Junior Wells, recop. 196?-197?    |
| Blues Singer                                                | 2003 | Silvertone                   |                                      |
| Chicago Blues Festival 1964 (live)                          | 2003 | Stardust                     | orig.1964                            |
| Jammin’ Blues Electric & Acoustic                           | 2003 | Sony                         | recop. 19??                          |
| A Night of the Blues                                        | 2005 |                              | c/ Junior Wells, recop. 19??         |
| Bring 'Em In                                                | 2005 | Jive                         |                                      |
| Can't Quit The Blues: Box Set                               | 2006 | Silvertone/Legacy Recordings | recop. 1957-2005                     |
| Skin Deep                                                   | 2008 | Zomba                        |                                      |
| Living Proof                                                | 2010 | Jive                         |                                      |
| Live at Legends                                             | 2012 | Silvertone                   | Grabado en directo en 2010           |
| Rhythm & Blues                                              | 2013 | RCA                          |                                      |
| Born to Play Guitar                                         | 2015 | RCA                          |                                      |
| The Blues Is Alive and Well                                 | 2018 | RCA/Silvertone               |                                      |